# Hemaris diffinis
Hemaris diffinis là một loài bướm đêm thuộc họ order Lepidoptera, family Sphingidae.
The moth có ở Northwest Territories và British Columbia phía nam đến miền nam California và Baja California Norte, phía đông through hầu hết Hoa Kỳ to Maine và Florida.
Ấu trùng ăn plants bao gồm kim ngân, viburnum, hawthorn, snowberry, anh đào, và plum.

## Thư viện ảnh

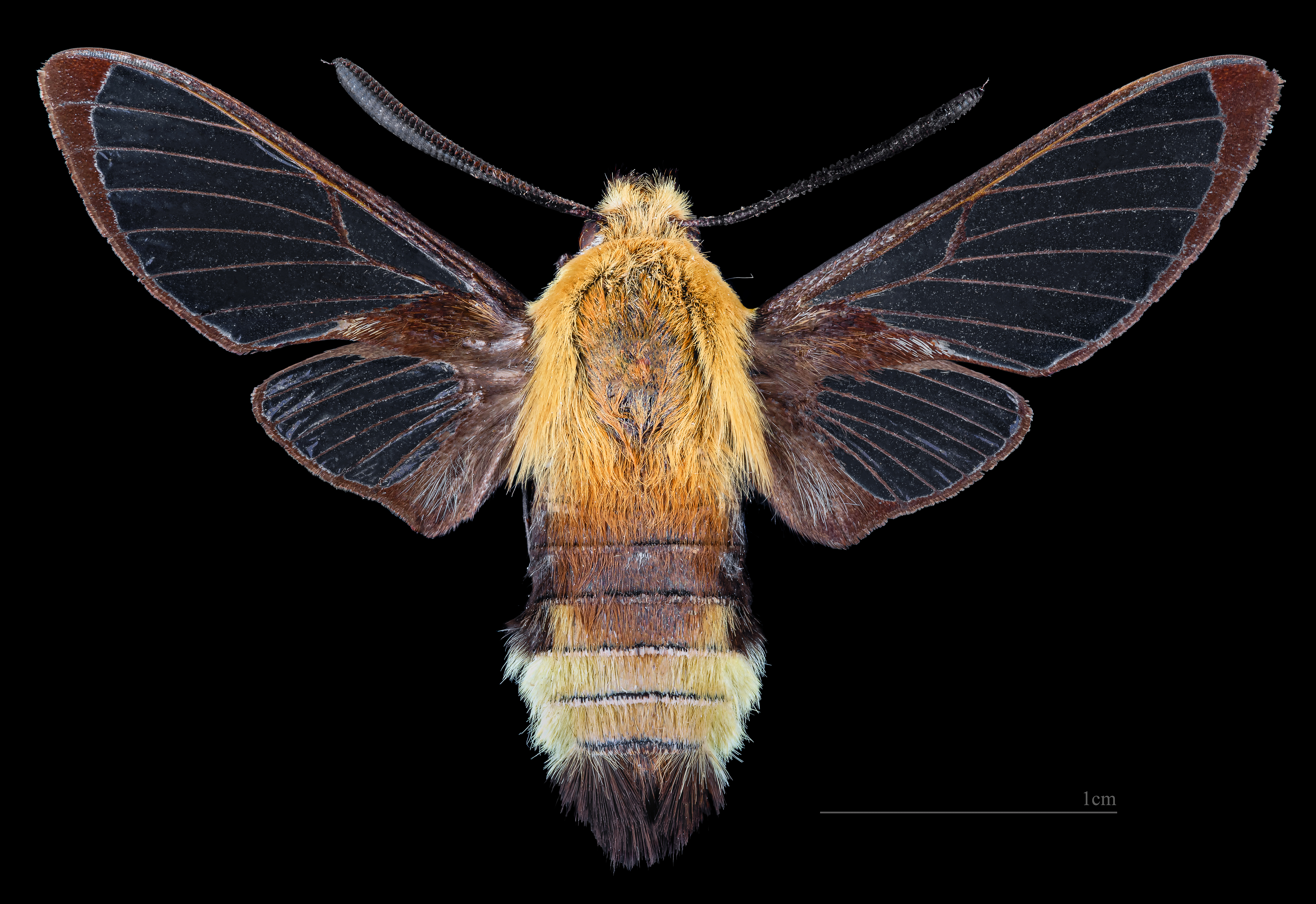
Hemaris diffinis ♂
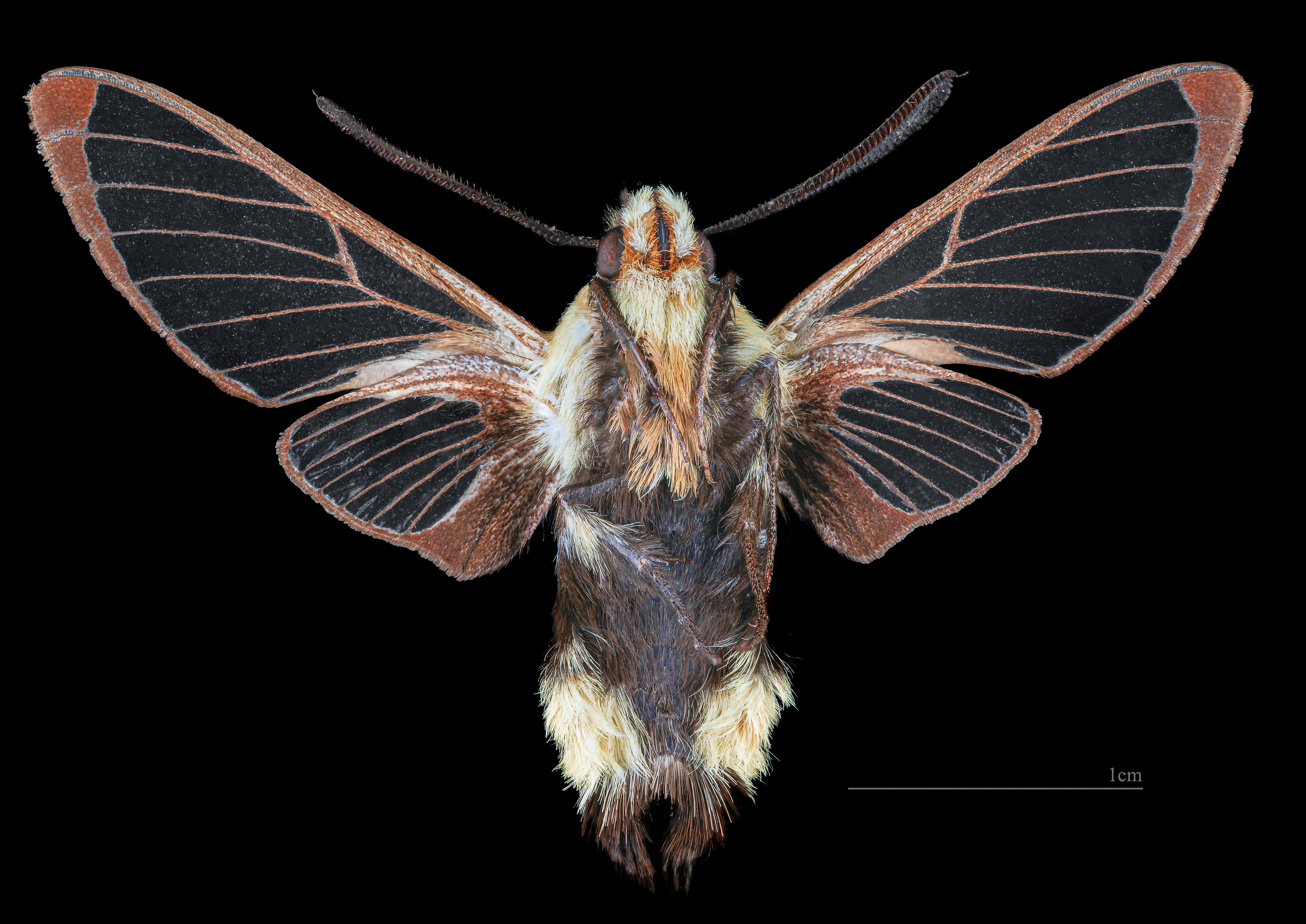
Hemaris diffinis ♂   △
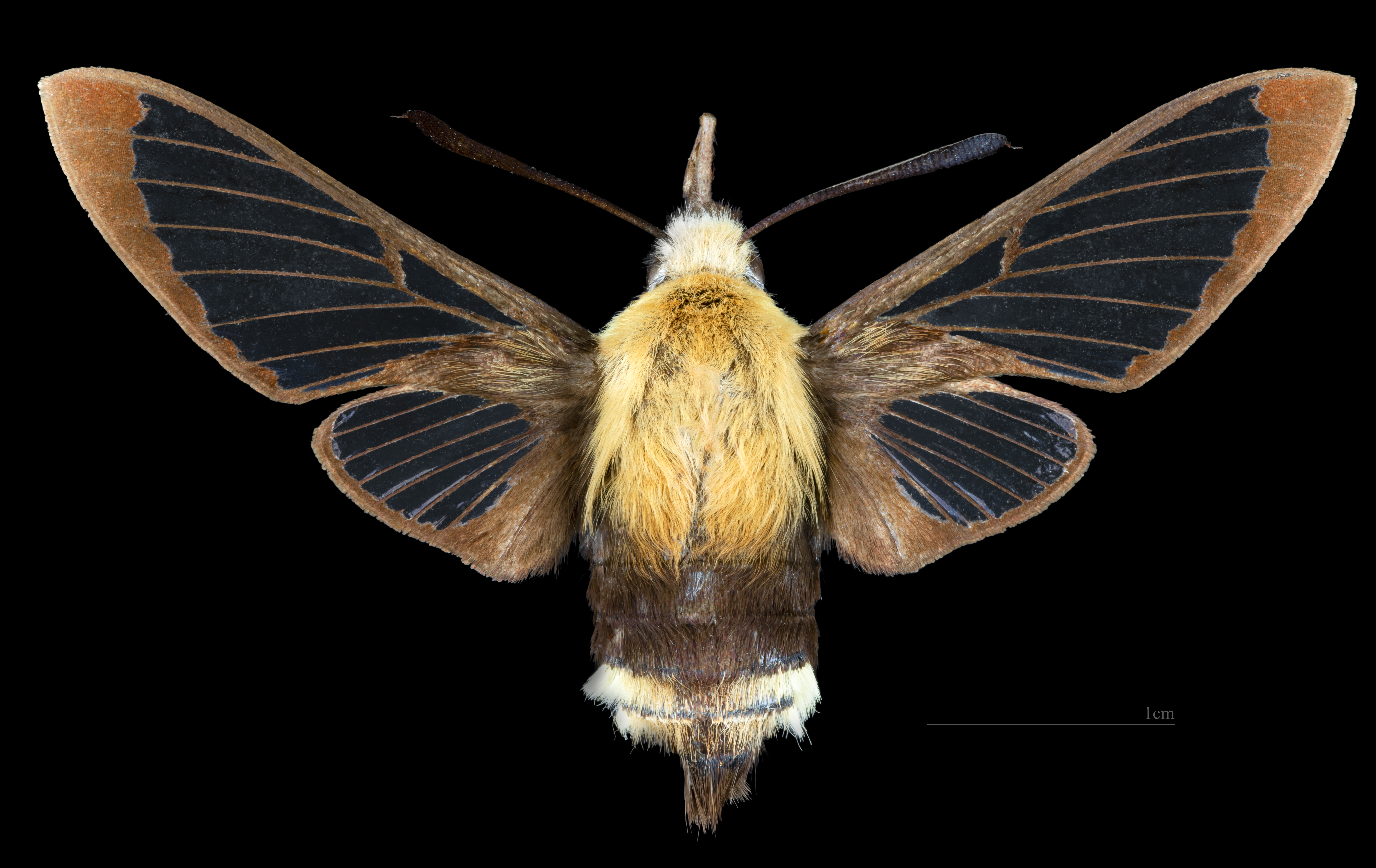
Hemaris diffinis  ♀
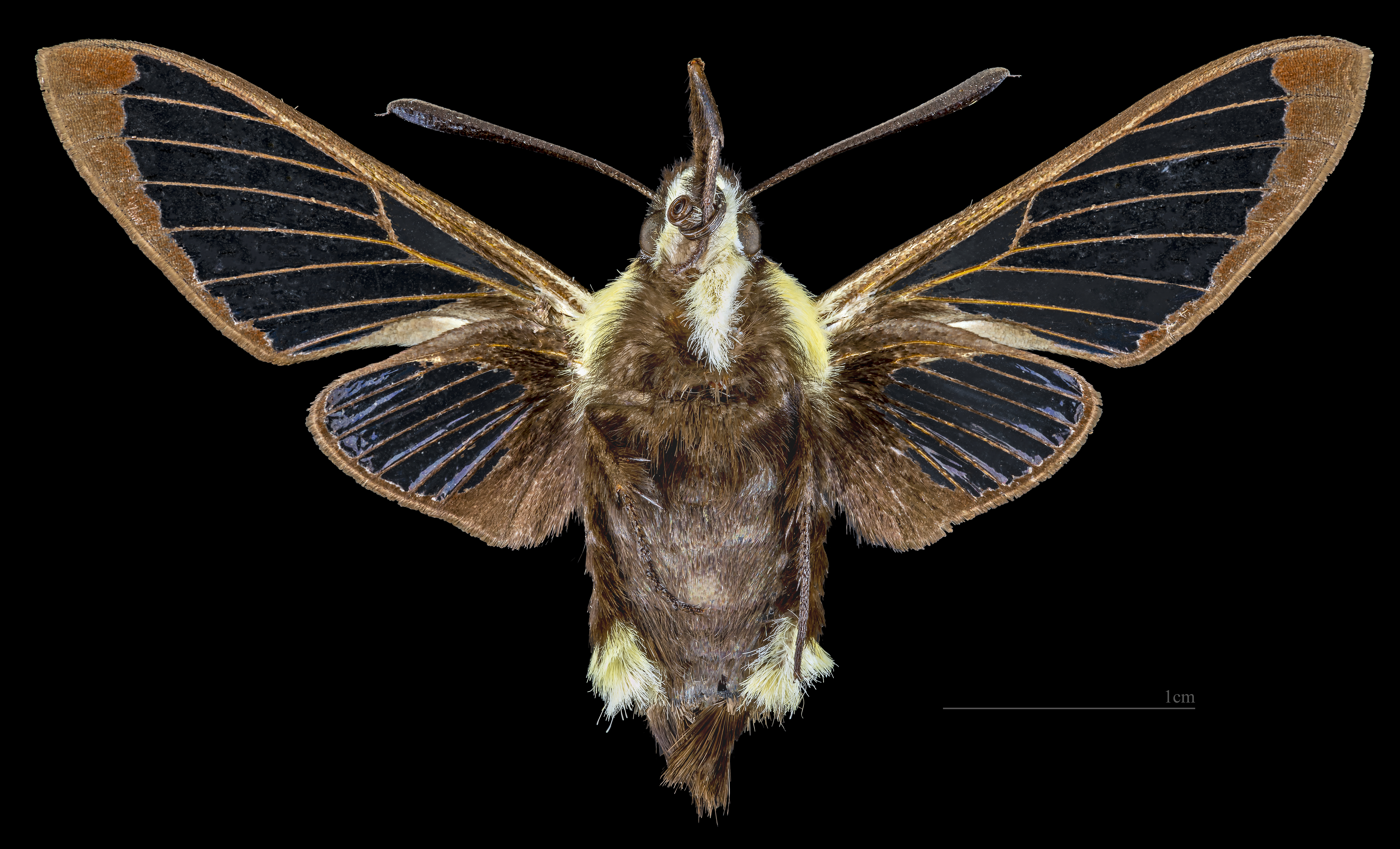
Hemaris diffinis ♀     △
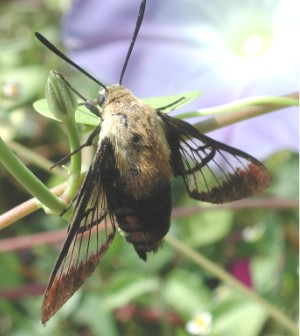
Snowberry clearwing (Hemaris diffinis), Lake Junaluska, North Carolina
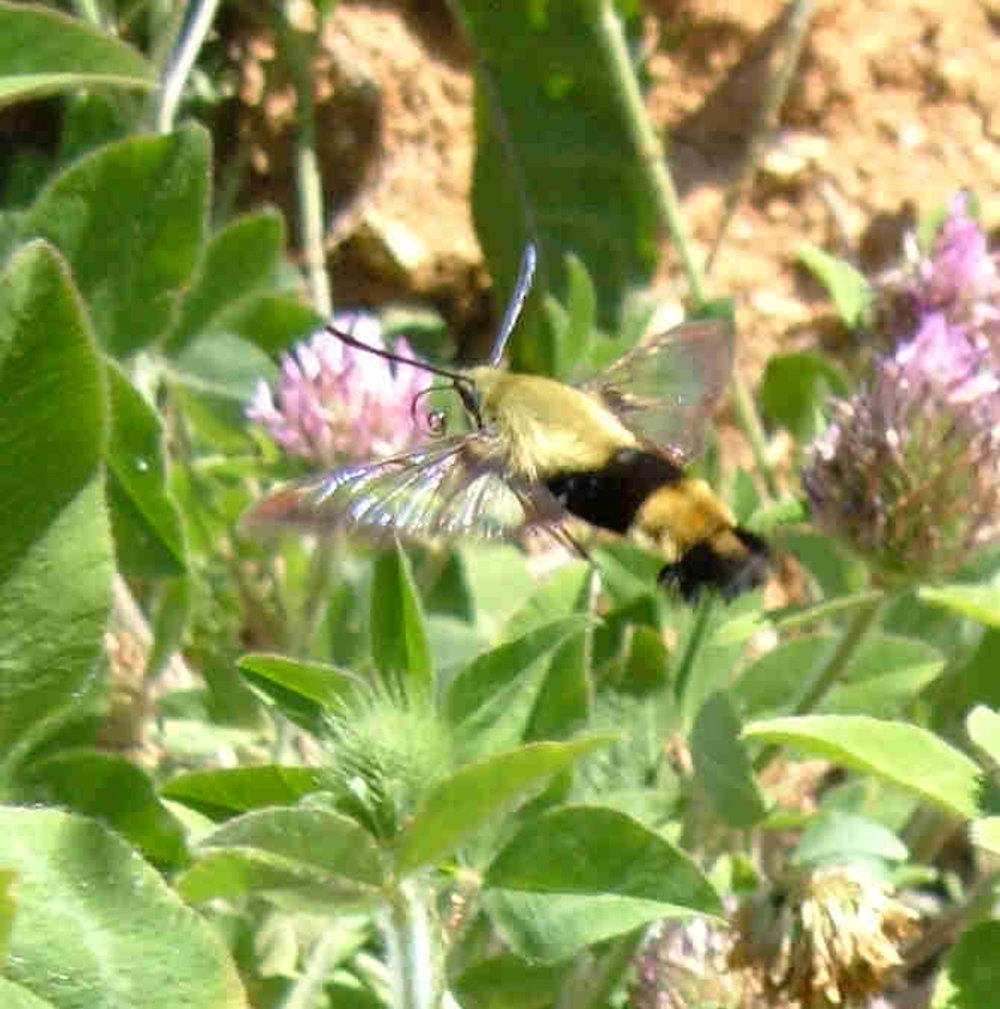
A snowberry moth in Elizabethtown, Kentucky.
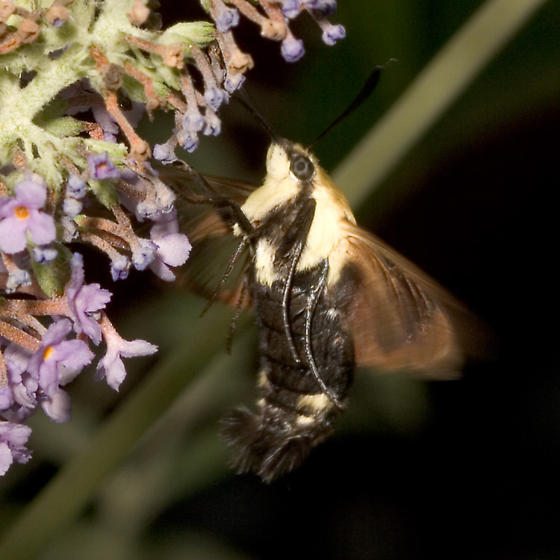
Hemaris diffinis nectaring on Abelia
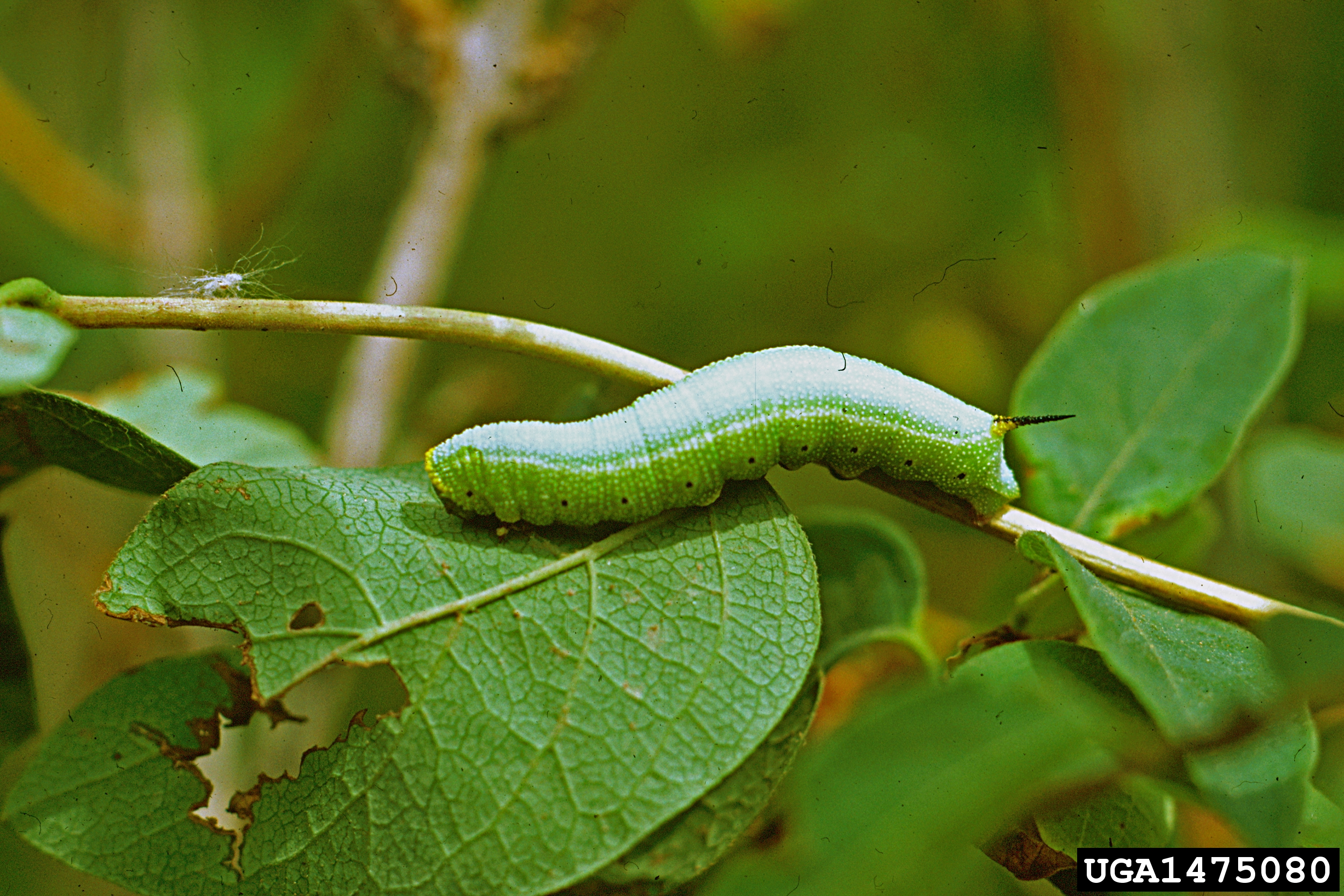
Caterpillar